# Autobusos interurbans d'Andorra
La xarxa d'autobusos interurbans d'Andorra està formada per diverses línies amb servei regular que són explotades per operadors privats per mitjà de concessions. Tenen la consideració de línies interurbanes aquelles que discorren per diferents parròquies i/o núclis de població.

## Història

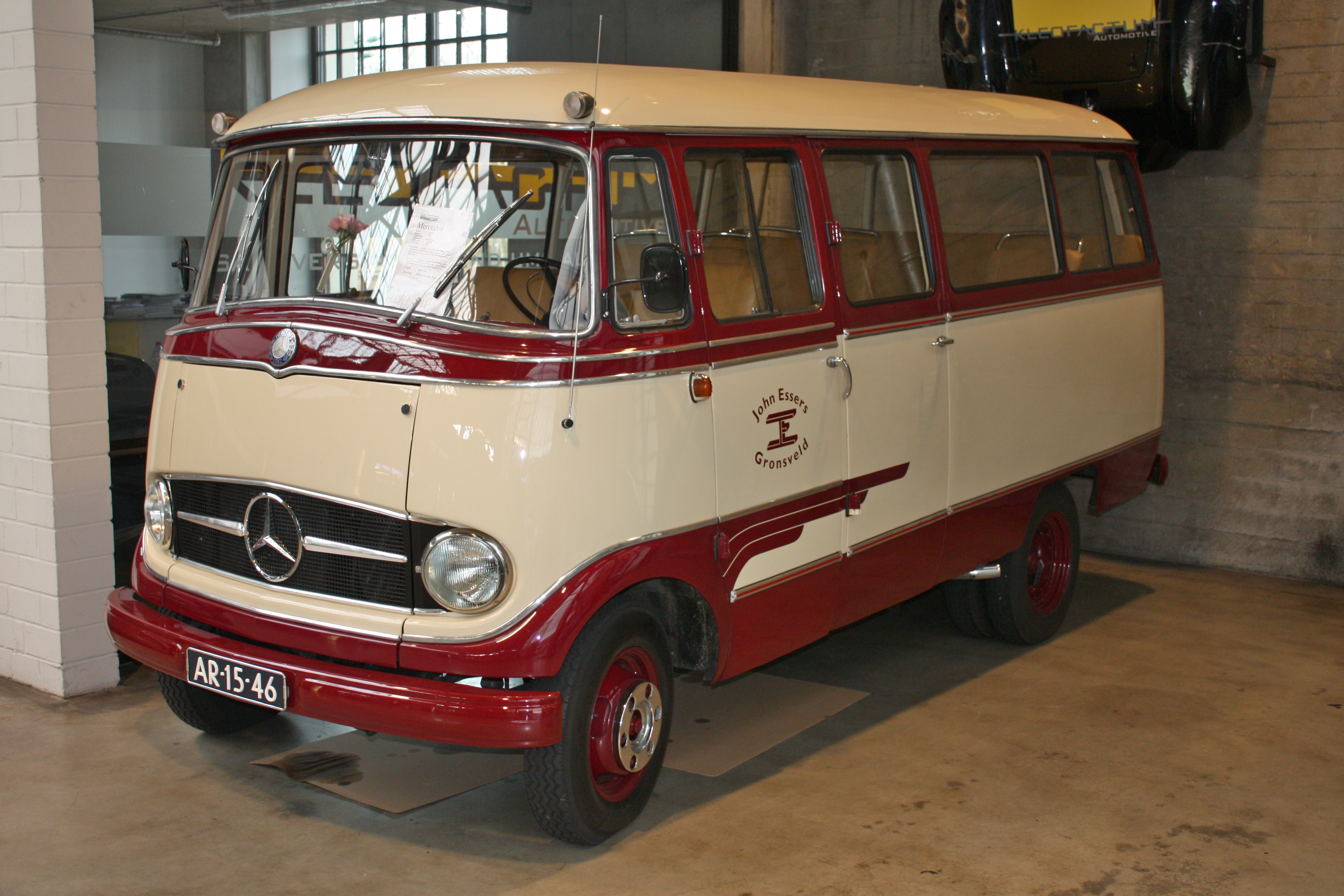
Mercedes-Benz O319, el Clipol

L'any 1940 l'empresa Hispano Andorrana obtingué del Consell General la concessió de la línia entre Andorra la Vella i Ordino, l'actual L6. El 14 de juliol de 1956 es creà l'empresa Clipol que prestaven un servei regular entre Andorra la Vella i les Escaldes amb una freqüència d'una hora; els vehicles utilitzats per l'empresa des dels anys 60, uns Mercedes-Benz O319 pintats de roig i blanc, han esdevingut una icona nacional.
El 7 de setembre de 2006 entrà en servei la línia Bus Exprés, que connecta de manera directa Sant Julià de Lòria, Andorra la Vella i les Escaldes; el color dels vehicles era tanronja, fet pel que el servei era conegut com a "Línia Taronja" i inicialment comptava amb via reservada per a poder tenir una freqüència de 7 a 9 minuts.

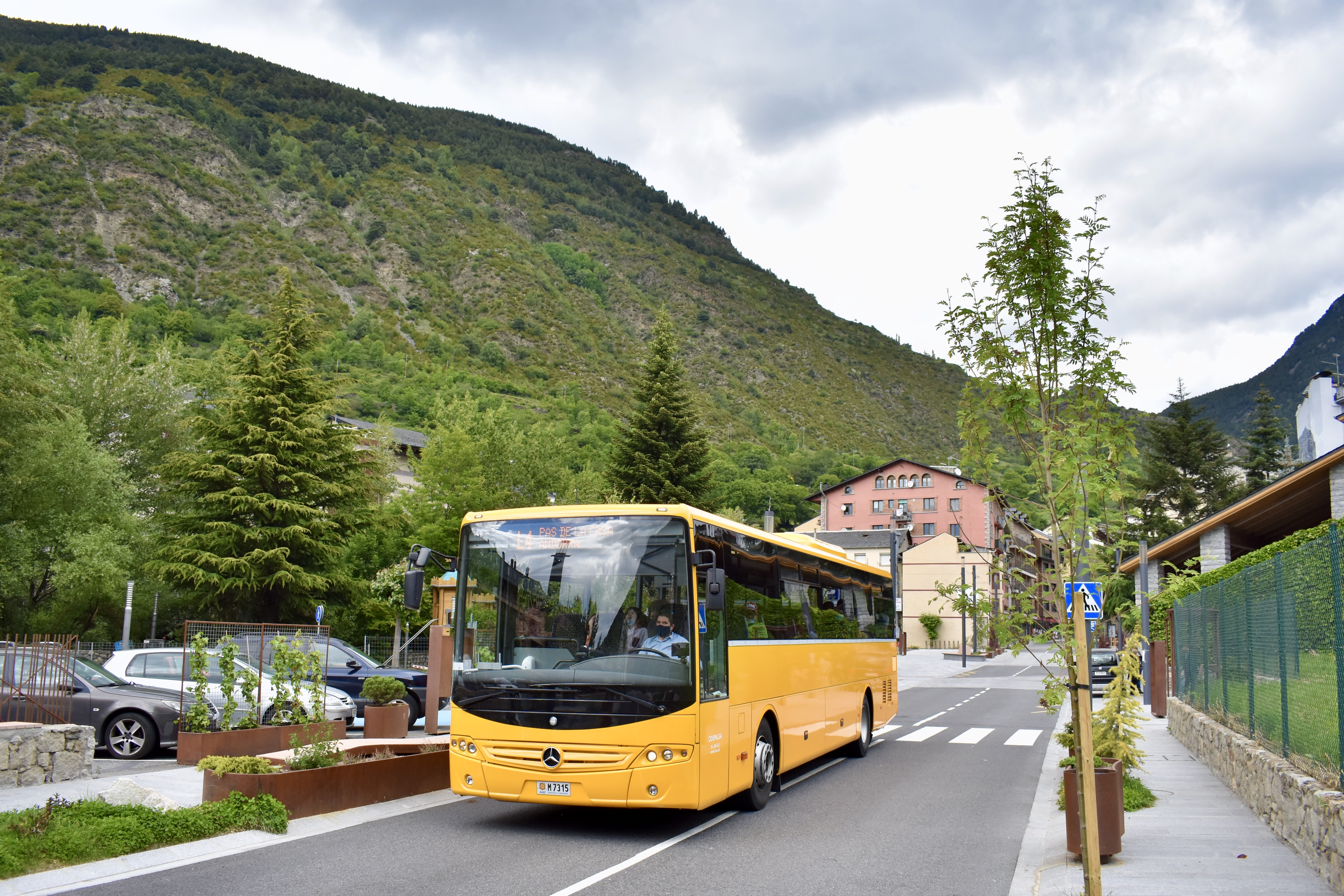
Mercedes-Benz Intouro de la L4 a Escaldes-Engordany

Des de 2019, Coopalsa (UTE formada per Cooperativa Interurbana Andorrana SA + Transpisa), és l'encarregada de gestionar les línies L2, L4, L5, L6 i la Línia Circular i, Autocars Nadal, responsable de la gestió de les línies L1 i Bus Exprés, entre les dues empreses gestionen totes les línies regulars de passatgers que uneixen Andorra de nord a sud i d’est a oest amb més de 750 parades repartides per tots els punts del Principat. Durant l’època d’esquí s'afegeixen serveis especials que permeten ampliar les freqüències. Les línies estan dissenyades perquè l’usuari pugui arribar fins a peu de pistes o accedir fàcilment als telecabines d'Encamp, Canillo, La Massana i Arcalís des de qualsevol punt d’Andorra. Des de la vall del sud, la L1 té connexió amb totes les línies, tant amb les de la vall del nord com les de la vall d’orient. També es pot agafar el Bus Exprés, que connecta Escaldes Engordany amb Sant Julià de Lòria de manera més directa i sense passar per dins de Santa Coloma. Les nits del cap de setmana, i vigílies de festius, s'activa el servei del Bus Nocturn fins a les 05.00h (actualment es troba fora de servei degut a la crisi sanitària provocada per la COVID-19).
Des del 7 de juliol de 2025, s'introduïren diversos canvis a les línies: desaparegué la línia circular (LC); les L3 i L4 no passarien pel centre urbà d'Andorra la Vella i les Escaldes, fent-les més directes; la L6, per la seva banda, esdevingué més directa i canvià de recorregut; finalment, es va crear la nova L7 que uneix la Massana amb l'Estació Nacional d'Autobusos. La supressió de la LC comportà crítiques populars i dels grups de l'oposició al Consell General.

## Línies

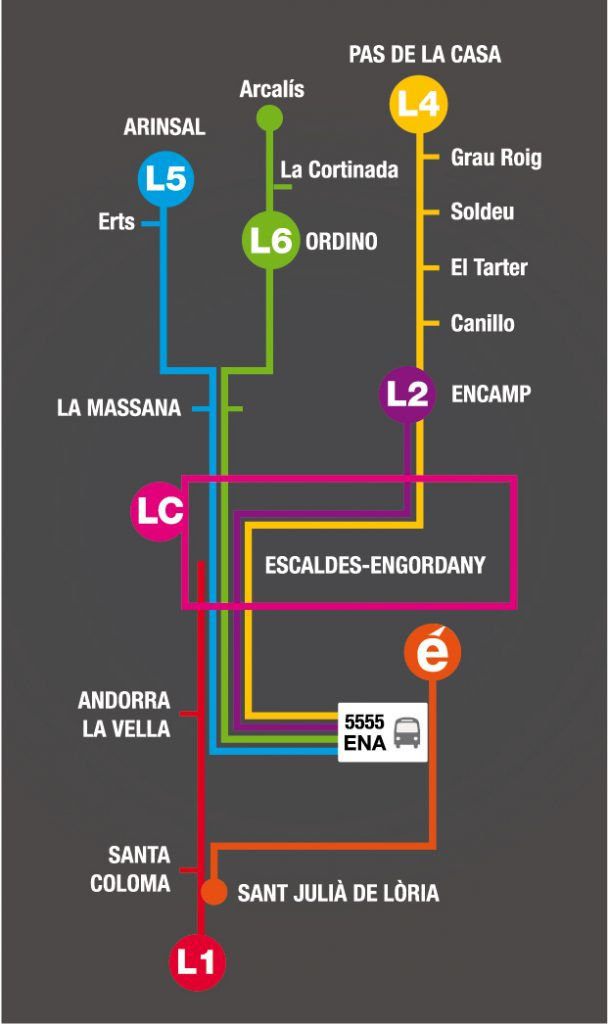
Esquema de línies d'autobús

| L  | Capçaleres         | Capçaleres          | Frequències (min) | Frequències (min) | Frequències (min) | Longitud (km) | Ref.   |
| L  | Capçaleres         | Capçaleres          | Feiner            | Dissabte          | Festiu            | Longitud (km) | Ref.   |
| -- | ------------------ | ------------------- | ----------------- | ----------------- | ----------------- | ------------- | ------ |
| L1 | Escaldes-Engordany | Sant Julià de Lòria | 20                | 30                | 30                | n/a           | [ 8 ]  |
| L2 | Andorra la Vella   | Encamp              | 15                | 30                | 30                | n/a           | [ 9 ]  |
| L3 | Andorra la Vella   | Soldeu              | 30                | 30                | 30                | n/a           | [ 10 ] |
| L4 | Andorra la Vella   | El Pas de la Casa   | 20                | 20                | 30                | n/a           | [ 11 ] |
| L5 | Andorra la Vella   | Arinsal             | 15-30             | 30                | 30                | n/a           | [ 12 ] |
| L6 | Andorra la Vella   | Ordino              | 15                | 20                | 30                | n/a           | [ 13 ] |
| LC | Línia Circular     | Línia Circular      | n/a               | n/a               | n/a               | n/a           | [ 14 ] |
| é  | Bus Exprés         | Bus Exprés          | 10-20             | 30                | 30                | n/a           | [ 15 ] |
| N  | Bus Nocturn        | Bus Nocturn         |                   |                   |                   | n/a           | [ 16 ] |

## Parc mòbil
Llista no exhaustiva dels models emprats durant tota la història del transport públic interurbà nacional:
- Iveco Crossway
- MAN Lion's City
- MAN SL202/Unicar U90
- Mercedes-Benz Citaro
- Mercedes-Benz Intouro
- Mercedes-Benz LP808
- Mercedes-Benz O303
- Mercedes-Benz O302
- Mercedes-Benz O319D
- Mercedes-Benz O404
- Setra S212HD
- Setra S215HD
- Setra S415UL
- Unvi Urbis-MAN